# Долинское (Запорожский район)
Доли́нское (укр. Долинське) — село,
Долинский сельский совет,
Запорожский район,
Запорожская область,
Украина.
Код КОАТУУ — 2322183501. Население по переписи 2001 года составляло 690 человек.
Является административным центром Долинского сельского совета, в который, кроме того, входят сёла
Бабурка,
Новое Запорожье,
Новослободка,
Хортица и посёлки
Высокогорное и
Канцеровка.

## Географическое положение
Село Долинское находится на берегу реки Бабурка,
выше по течению на расстоянии в 3,5 км расположено село Новониколаевка (Томаковский район),
ниже по течению на расстоянии в 4 км расположено село Новослободка.
Река в этом месте пересыхает, на ней сделано несколько запруд.
Рядом проходит автомобильная дорога Н-23.

## История
- 1809 год — дата основания как село Кронсталь.
- В 1892 году переименовано в село Павловка.
- В 1963 году переименовано в село Долинское.

## Экономика
- «Долинская», агрофирма, ООО.
- «Александр-Агро», ООО.

## Объекты социальной сферы
- Школа.Нет школы.
- Детский сад.
- Фельдшерско-акушерский пункт.

## Достопримечательности
- Братская могила советских воинов.